# وجهات الخطوط الجوية السورية
وجهات الخطوط الجوية السورية تشمل هذه المقالة قائمة بالوجهات التي تخدمها شركة الخطوط الجوية السورية في يونيو 2010

## سوريا
- - دمشق (مطار دمشق الدولي). [مركز العمليات]
  - حلب (مطار حلب الدولي).
  - اللاذقية (مطار باسل الأسد الدولي).
  - دير الزور (مطار دير الزور).
  - القامشلي (مطار القامشلي).
  - تدمر (مطار تدمر).

## أفريقيا
- مصر
  - القاهرة (مطار القاهرة الدولي).
- الجزائر
  - مدينة الجزائر (مطار هواري بومدين الدولي).
- السودان
  - الخرطوم (مطار الخرطوم الدولي).

## آسيا

### جنوب غرب آسيا
البحرين
- - مطار البحرين الدولي
- إيران
  - طهران( مطار الإمام الخميني الدولي).
- الأردن
  - عمان (مطار الملكة علياء الدولي).
- الكويت
  - مدينة الكويت (مطار الكويت الدولي).
- لبنان
  - بيروت (مطار بيروت - رفيق الحريري الدولي).
- سلطنة عمان
  - مسقط (مطار مسقط الدولي).
- قطر
  - الدوحة (مطار الدوحة الدولي).
- السعودية
  - الرياض (مطار الملك خالد الدولي).
  - جدة (مطار الملك عبد العزيز الدولي).
  - الدمام (مطار الملك فهد الدولي).
- الإمارات العربية المتحدة
  - أبوظبي (مطار أبوظبي الدولي).
  - دبي (مطار دبي الدولي).
  - الشارقة (مطار الشارقة الدولي).
- اليمن
  - صنعاء (مطار صنعاء الدولي).

### غرب آسيا
- أرمينيا
  - يريفان (مطار يريفان الدولي).

### جنوب آسيا
- الهند
  - مومباي (مطار مومباي الدولي).
  - دلهي (مطار أنديرا غاندي الدولي).
- باكستان
  - كراتشي (مطار كراتشي الدولي).

## أوروبا

### شرق أوروبا
- روسيا
  - موسكو (مطار شيريميتييفو الدولي).
- رومانيا
  - بوخارست (مطار بوخارست الدولي).

### جنوب أوروبا
- قبرص
  - لارنكا (مطار لارنكا الدولي).
- اليونان
  - أثينا (مطار فينيزيلوس الدولي).
- إيطاليا
  - روما (مطار ليوناردو دافنشي).
  - ميلان (مطار ميلان مالبينسا الدولي).
- إسبانيا
  - مدريد (مطار باراخاس الدولي).
  - برشلونة (مطار برشلونة الدولي).
- تركيا
  - أسطنبول (مطار أتاتورك الدولي).

### غرب أوروبا
- النمسا
  - فيينا (مطار فيينا الدولي).
- بلجيكا
  - بروكسل (مطار بروكسل الدولي).
- فرنسا
  - باريس (مطار شارل ديغول الدولي).
  - مارسيليا (مطار مارسيليا الدولي).
- ألمانيا
  - برلين (مطار برلين شونيفيلد الدولي).
  - فرانكفورت (مطار فرانكفورت الدولي).
  - ميونخ (مطار ميونخ الدولي).
- هولندا
  - أمستردام (مطار سخيبول أمستردام).
- السويد
  - ستوكهولم (مطار أرلاندا الدولي).
- المملكة المتحدة
  - لندن (مطار لندن هيثرو).
  - مانشستر (مطار مانشستر الدولي).

### شمال أوروبا
- الدنمارك
  - كوبنهاغن (مطار كوبنهاغن الدولي).

## أمريكا الجنوبية
- فنزويلا
  - كراكاس (مطار كراكاس الدولي).